# Walter Hofmann (Geodät)
Walter Hofmann (* 15. Dezember 1912 in Wiesbaden; † 7. September 1995 in Bonn) war ein deutscher Geodät und Professor an der Universität Bonn. Als Hochschullehrer machte er sich besonders um die Ingenieurgeodäsie und die gerade entstehende Satellitengeodäsie verdient.
Hofmann erhielt sein Abitur 1932 am Realgymnasium Wiesbaden, studierte dann Geodäsie, arbeitete als Regierungs-Vermessungsrat und habilitierte sich 1952 als Privatdozent in Bonn. 1954 berief ihn die TH Darmstadt zum ordentlichen Professor und die DGK zum Mitglied. 1958 wechselte er als Geodäsie-Ordinarius an die Universität Bonn, wo er bis zu seiner Emeritierung 1978 wirkte. Schon zu Beginn der Raumfahrt befasste er sich mit Satellitengeodäsie und schrieb 1960 mit Alfred Berroth das Standardwerk Kosmische Geodäsie.
In Bonn gelang es Hofmann zusammen mit Helmut Wolf, eine fotografische Satellitenstation zu errichten, um am europäischen Triangulationsprojekt WEST teilzunehmen. Die Station wurde zunächst mit einer Eigenbau-Satellitenkamera und einem genauen Zeitsystem ausgestattet, um 1970 dann mit einer Zeiss-BMK 75. Zu deren Beobachtern zählte u. a. Günter Seeber, der später an die Universität Hannover berufen wurde.